# Lepton lepidum
Lepton lepidum är en musselart som beskrevs av Thomas Say 1826. Lepton lepidum ingår i släktet Lepton och familjen Lasaeidae. Inga underarter finns listade i Catalogue of Life.